# Massala (Costa d'Avorio)
Massala è una città, comune e sottoprefettura della Costa d'Avorio appartenente al dipartimento di Séguéla. Conta una popolazione di 23 021 abitanti (censimento 2014).